# Стрижак, Максим Иванович
Максим Иванович Стрижак (укр. Максим Іванович Стрижак; 24 февраля 1982, Харьков — 15 января 2023, Бахмут) — украинский военнослужащий, старший мастер-сержант, участник российско-украинской войны. Герой Украины (23 августа 2023, посмертно).

## Биография
Максим Стрижак родился 24 февраля 1982 года в Харькове. В 2005 году начал службу в Государственной пограничной службе Украины. С 2020 года служил в отделении «Золотое» 3-го пограничного отряда.
Участвовал в АТО и ООС на востоке Украины. С началом полномасштабного вторжения России в 2022 году продолжал выполнять боевые задачи в районах Кременной и Житловки на Луганщине.
15 января 2023 года погиб в бою близ Бахмута Донецкой области. Похоронен 20 января 2023 года в городе Нововолынск Волынской области.

## Награды
- Звание «Герой Украины» с удостоением ордена «Золотая Звезда» (23 августа 2023, посмертно) — за личное мужество и героизм, проявленные в защите государственного суверенитета и территориальной целостности Украины, верность военной присяге[1].
- Орден Богдана Хмельницкого III степени (15 февраля 2023, посмертно) — за личное мужество и высокий профессионализм, проявленные в защите государственного суверенитета и территориальной целостности Украины, верность военной присяге[2].